# Stora Hannskär
Stora Hannskär är en ö i Åland (Finland). Den ligger i Skärgårdshavet och i kommunen Sottunga i landskapet Åland, i den sydvästra delen av landet. Ön ligger omkring 43 kilometer öster om Mariehamn och omkring 240 kilometer väster om Helsingfors.
Öns area är 8,2 hektar och dess största längd är 0,6 kilometer i nord-sydlig riktning.